# Meharia acuta
Meharia acuta is een vlinder uit de familie van de Houtboorders (Cossidae). De wetenschappelijke naam van de soort is voor het eerst gepubliceerd in 1982 door Edward Parr Wiltshire.
De soort komt voor in Saoedi-Arabië, de Verenigde Arabische Emiraten, Oman en Jemen.